# Sunbury (Pensilvania)
Sunbury es una ciudad ubicada en el condado de Northumberland en el estado estadounidense de Pensilvania. En el año 2000 tenía una población de 10.610 habitantes y una densidad poblacional de 1.929,4 personas por km². Está ubicada en el lugar donde el río Susquehanna recibe a su principal afluente, el West Branch Susquehanna.

## Geografía
Sunbury se encuentra ubicada en las coordenadas 40°51′50″N 76°47′21″O / 40.86389, -76.78917.

## Demografía
Según la Oficina del Censo en 2000 los ingresos medios por hogar en la localidad eran de 25.893 $ y los ingresos medios por familia eran 33.148 $. Los hombres tenían unos ingresos medios de 26.497 $ frente a los 18.994 $ para las mujeres. La renta per cápita para la localidad era de 13.350 $. Alrededor del 18,1% de la población estaba por debajo del umbral de pobreza.